# Spermolepis inermis
Spermolepis inermis là một loài thực vật có hoa trong họ Hoa tán. Loài này được (Nutt. ex DC.) Mathias & Constance miêu tả khoa học đầu tiên năm 1941.